# بوكر الروسي (جائزة)

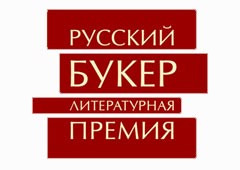
رمز جائزة بوكر الروسي

بوكر الروسي (بالروسية: Русский Букер) هي جائزة أدبية روسية يُفاز بها سنويا منذ سنة 1992. هي واحدة من أهم الجوائز الأدبية في روسيا. تهدى للكتب المكتوبة باللغة الروسية.